# Ganzoriguiin Mandajnaran
Ganzoriguiin Mandajnaran (mongol:Ганзоригийн Мандахнаран, Töv, 11 de mayo de 1986) es un luchador mongol de lucha libre. Compitió en quinto campeonatos mundiales. Consiguió dos medallas de bronce, en 2013 y 2014. Medallista de oro en los Juegos Asiáticos de 2010. Ganó tres medallas en campeonato asiático, una de plata en 2009 y 2013. Segundo en la Universiada de 2013. Dos veces representó a su país en la Copa del Mundo, en el 2015 clasificándose en la quinta posición y en 2014 en la sexta. Tercero en Juegos Mundiales Militares de 2015. Campeón Mundial Militar en 2014.